# 庫洛伊河 (流入白海)
66°01′58″N 43°27′30″E / 66.03278°N 43.45833°E
庫洛伊河是俄羅斯的河流，由阿爾漢格爾斯克州負責管轄，河道全長235公里，流域面積約19,000平方公里，最終注入白海的梅津灣，每年十月至翌年五月結冰。